# 九島

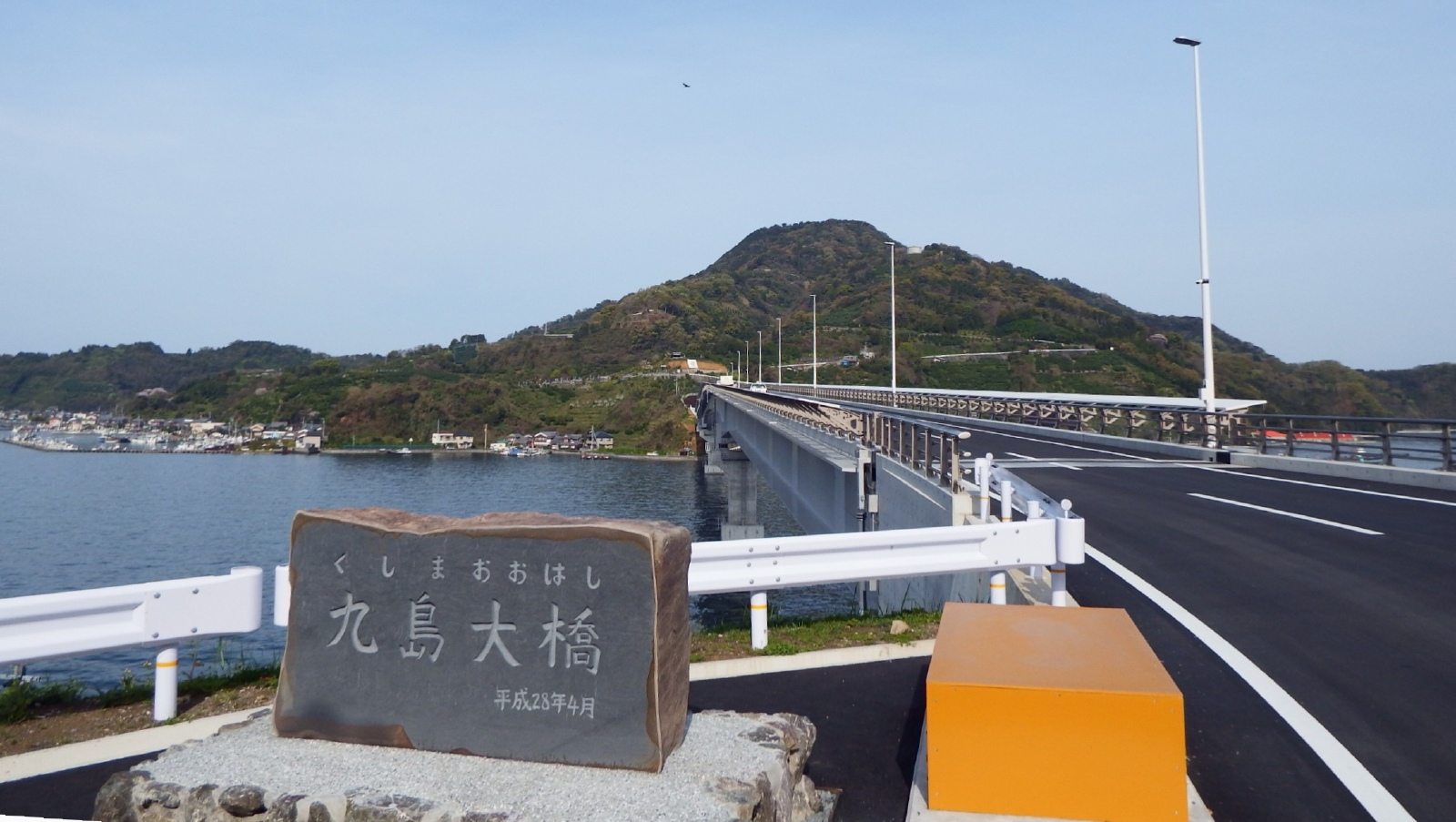
九島大橋を四国本土側から

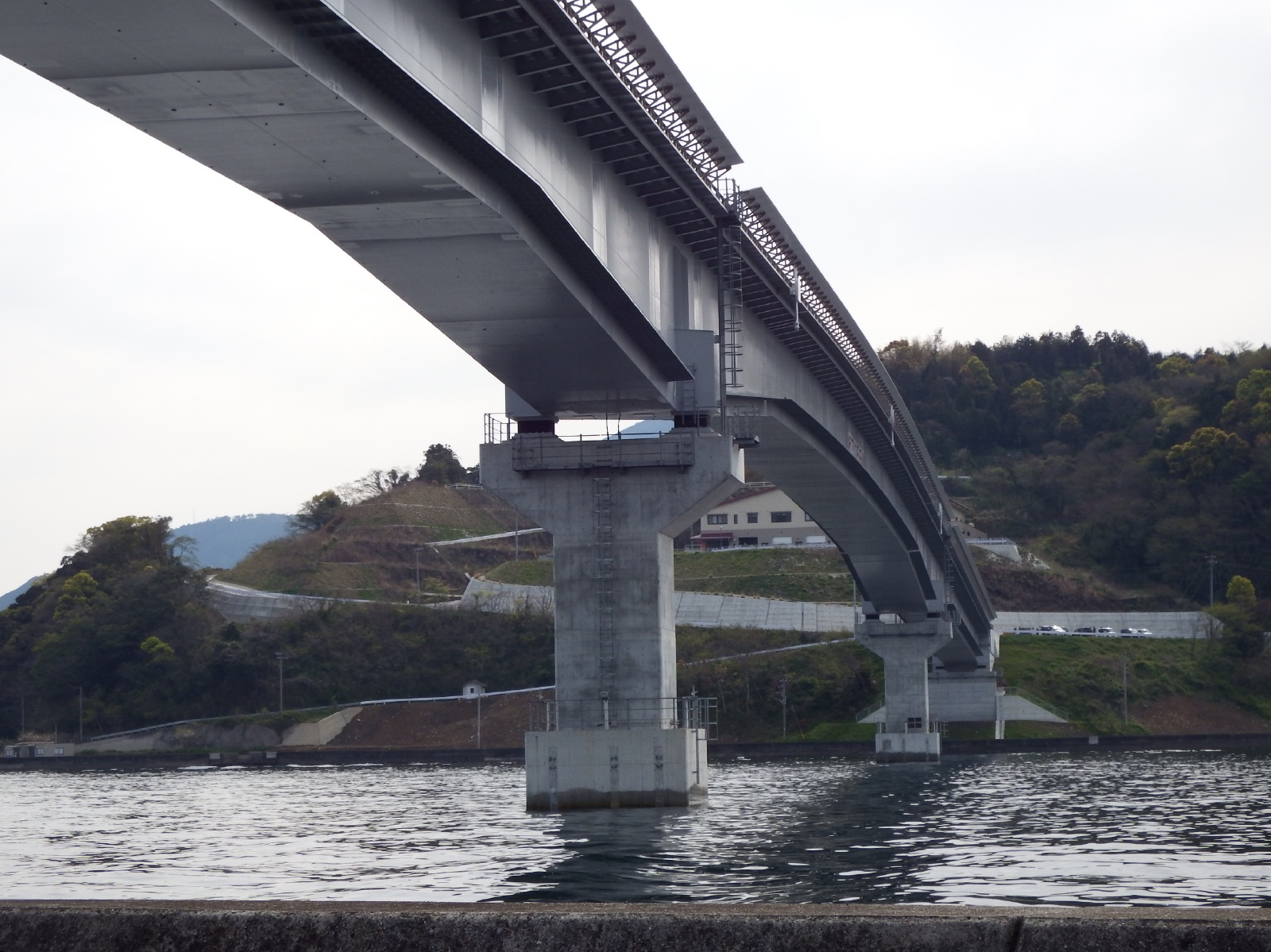
九島大橋を島の周回道路より

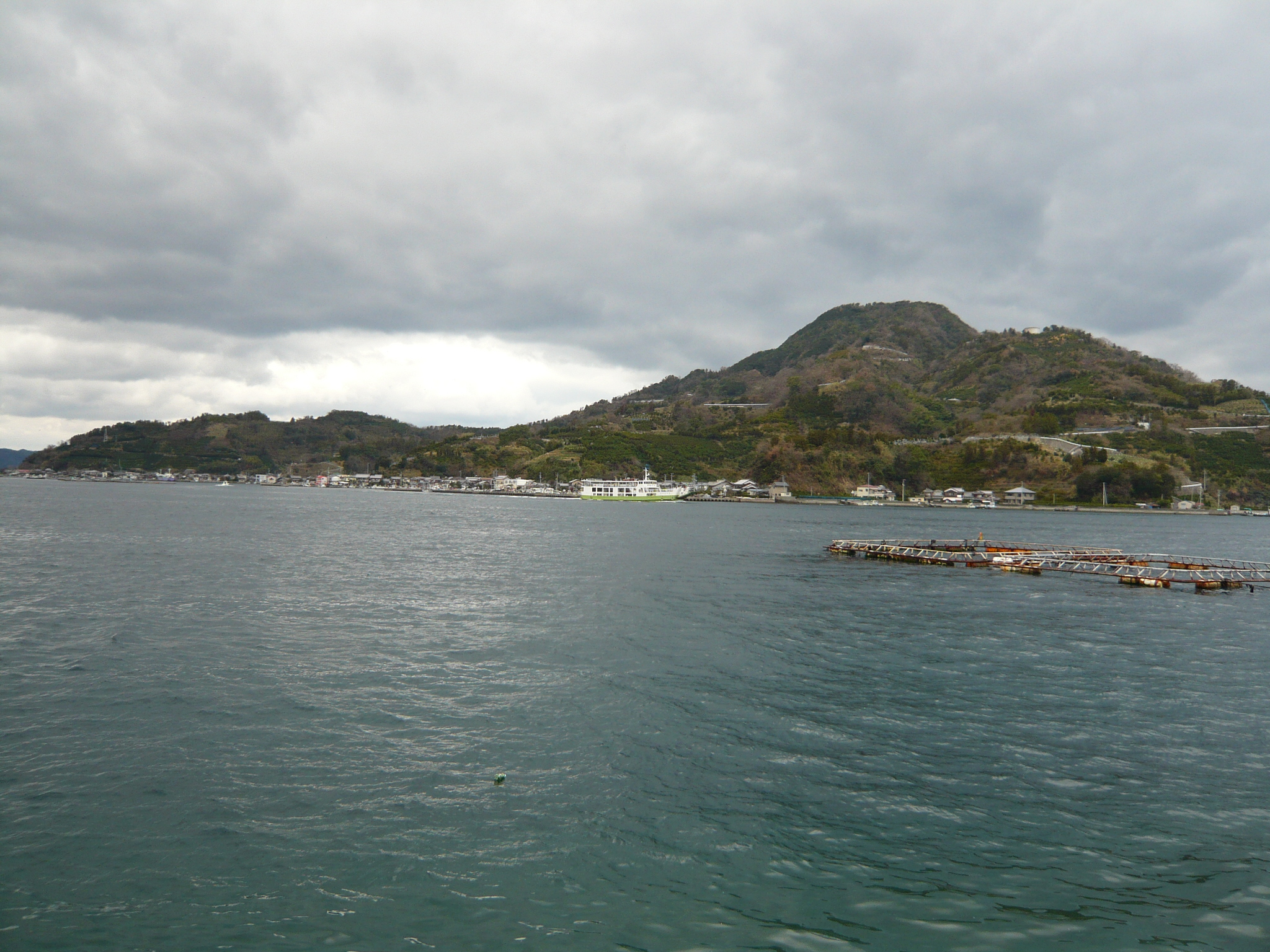
九島から宇和島に向かう定期船

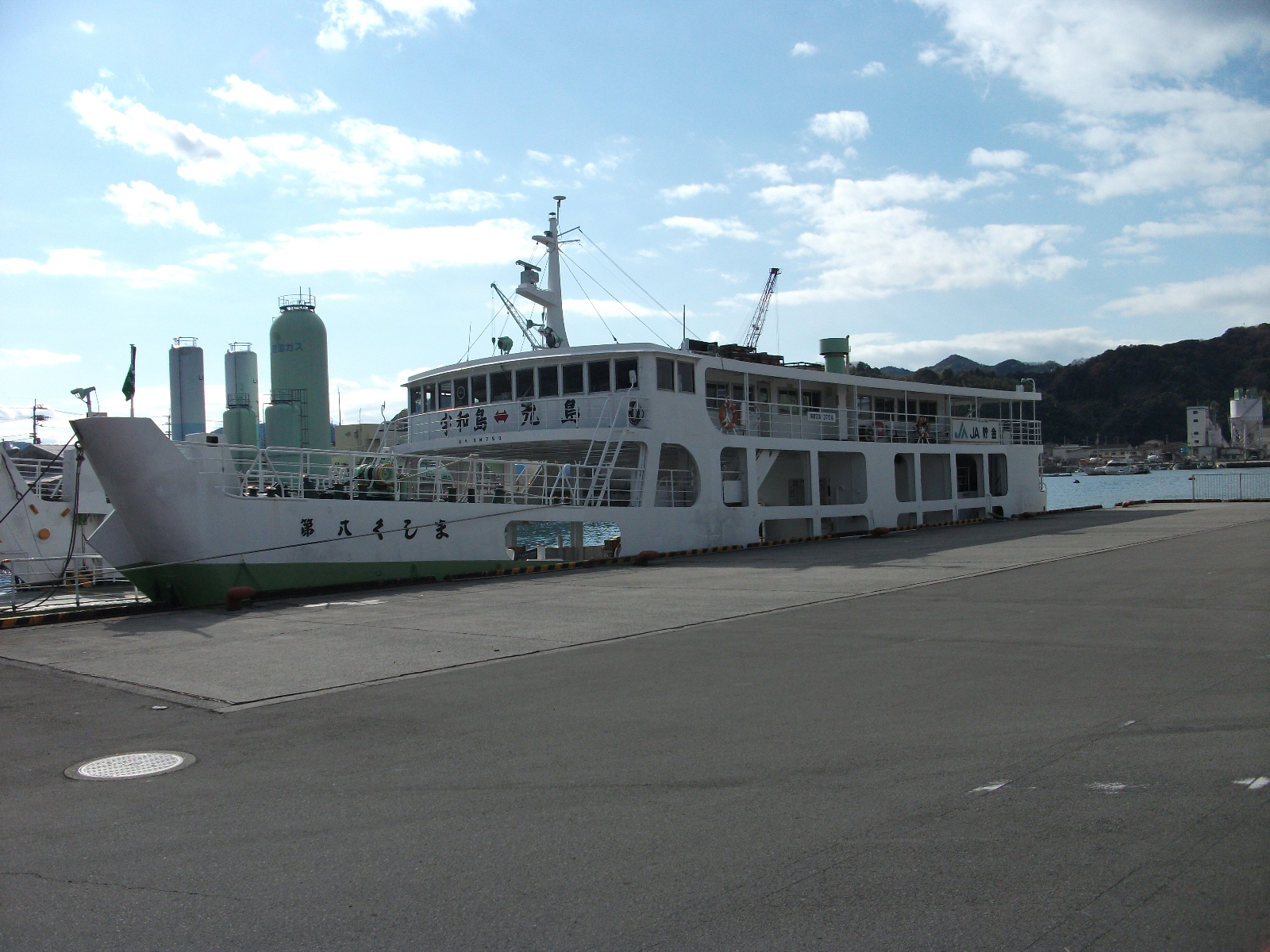
宇和島新内港に停船中の定期船

九島（くしま）は、愛媛県の宇和島港の西、沖合い約3キロメートル、湾の入り口にたちはだかる形となっている有人島である。宇和海諸島の一部をなし、行政区域としては宇和島市に属する。

## 地理・歴史
- 最高峰 鳥屋ヶ森
- 山の耕作地は南予特有の「段々畑」で多くは柑橘類などの果樹園で、自動車の通れる農道が整備されている。
- 年間降水量は1800ミリだが、河川が急勾配で保水能力が低い。給水に問題があったが、1973年宇和島市の宮下浄水場から海底送水が始まる。

## 交通・架橋問題
- 宇和島港からのフェリー航路「九島フェリー」があった（所要時間約20分）が、使用する船舶が老朽化しているものの、代替船の建造の見通しが立っていないなどの問題を抱えていた。

- 四国本土と九島との間は、一番狭いところで320メートルしかないことから、四国本土、宇和島市中心部と地続きになるのが九島島民の宿願であり、1991年には架橋促進協議会が結成された。
- 宇和島市では2010年度の国の事業採択をめざし、2008年度予算に調査費を計上して概略設計、海底深浅測量や船舶航行調査、橋脚部の地質調査を実施した。
- 2010年度には社会資本整備総合交付金で調査費1000万円（10年度事業費1500万円の3分の2）の配分決定、国費が初めて投入された[1]。
- 2013年6月に架橋工事が着工し、総工費70億円と2年半の歳月をかけて全長468mの九島大橋が完成。2016年4月3日に開通した[2]。これに伴い九島フェリーは同日付で廃止となった。
- 開通に合わせて宇和島自動車の路線バスが島内に乗り入れている。

## 社会
- 人口・世帯数 462世帯、1155人（2006年現在）
- 集落 本九島、百之浦、蛤
- 診療所 あり（百之浦）

- 学校 なし。（九島中学校は1970年に城南中学校に統合され、九島小学校は2017年に鶴島小学校に統合された。）
- コンビニエンスストア 九島大橋開通に合わせて唯一のコンビニヤマザキショップ蛤店が集落中心部に開店した。

## 産業
- 漁業（いわし漁、養殖）及び農業（柑橘類）

### 文化
方言
旧宇和島市とは全く違った方言やアクセントがあり、根強く残っている。中学校が旧宇和島市に編入されるなど、交流が盛んになるにつれ、徐々に差がなくなっているという指摘もある。
単語例
- あさじり（家庭菜園）
- いっけ（親戚）
- ちんち（新しい・美しい）
- ちんちまんま（白米のごはん）
- どばくえ（働かずブラブラしている者。ニート）
- ぞうをやかす（迷惑をかける）
- さっち（いちいち）
- じきん（すぐに）
- さぁ、さぁさ（話に同意する意、標準語のさぁ？とは対照的な意味合いがある）
- あんね（姉・若しくは年上の女性）
- あんやん（兄・若しくは年上の男性）
- おんら（我々）「おら」については後記参照
- わんら（君たち）「われ」については後記参照

他、多数。
- 語尾に「〜ねや」「〜きん」と付けるのが特徴。
- 相手と喧嘩する時、子供を叱る時には、最後に「こな！」と言うことが多い。
- 年長者や目上の人に対し、敬称として「お前」と呼ぶ。
- 年配者は、自分のことを「おら」（オンダと聞こえる）、相手のことを「われ」と言う。(若者が使わないのは、昭和50年代に小学校で繰り広げられた「ワレ、オラと言わない運動」が原因である。)

舞踊
扇子踊り

## 観光
島内には今まで特別の観光PRもなく宿泊施設もないが、その分観光資源は未開発であり、今後の整備が期待される。

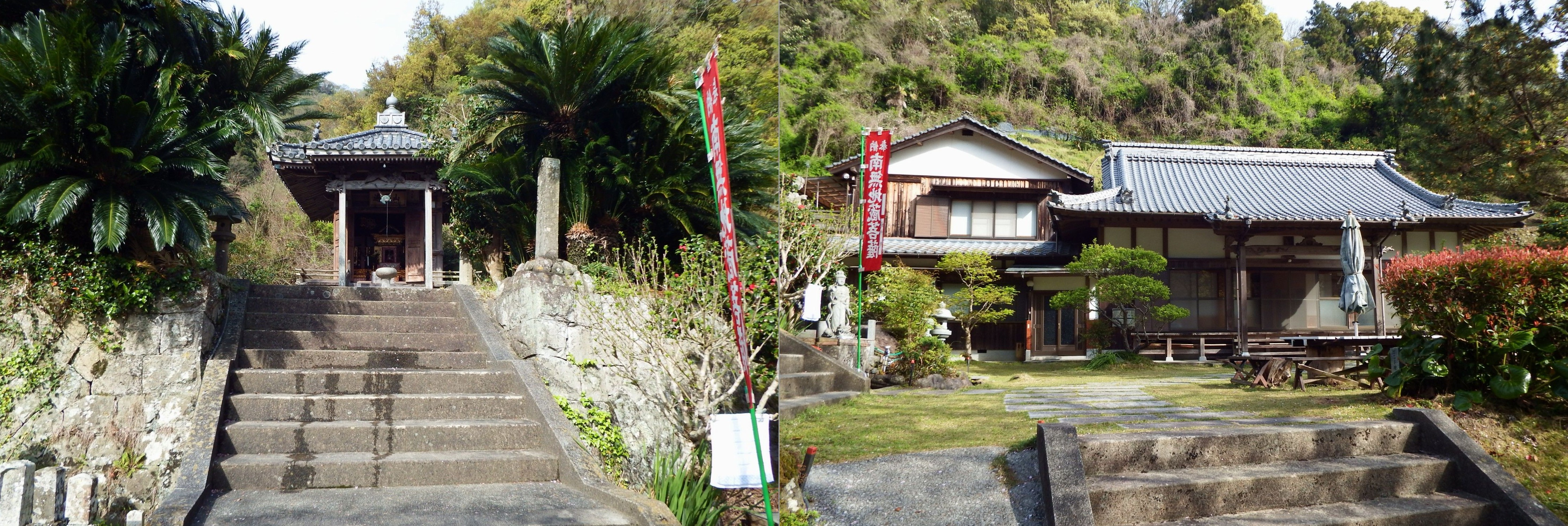
鯨大師の大師堂と本堂

- 鯨大師（遍照山願成寺・蛤）

弘法大師（空海）の開基と伝えられていて、四国八十八ヶ所第40番観自在寺の奥之院である。
- 扇子踊り

お盆に新仏の供養のため、17〜18歳の少女等が着物を着て各戸を回って七七五調の口説きに合わせて踊る。宇和島市の無形民俗文化財に指定されている。

## 自然
- 少なくとも7種の野生哺乳類が記録されている[3]。
- 蚊類が2種記録されている[4]。